# Marie Kofoed
Marie Kofoed (Rønne, 19 januari 1760 – Christianshavn, 20 april 1838) was een Deense grootgrondbezitter en filantroop.
Marie Kofoed werd op Bornholm geboren als Marie Mortensdatter Bohn en was het zevende kind in een gezin met 9 kinderen. Haar ouders waren koopman en ziekenhuisinspecteur Morten Hermansen Bohn  (1719-1802) en Barbara Kirstine Jochumsdatter Ancher (1725-71). Zowel Bohn als Ancher waren voorname families.

## Familie
In 1771 overleed Marie's moeder toen Marie Bohn slechts 11 jaar oud was. Op 11 december 1776 werd zij aan de dertigjarige kruidenier Jochum Herman Ancher (1746-1786) uitgehuwelijkt. Zij was pas zestien toen zij in de Sint-Nicolaaskerk trouwden. Op 6 februari 1778 kregen zij een zoon, Hans Morten. In het voorjaar van 1786 overleden zowel haar zoon als haar echtgenoot.
Nog voor de jaarwisseling, op 29 december 1786, hertrouwde zij in Neksø met Hans Peter Kofoed (1746-1812) uit Østermarie en verhuisde naar Christianshavn. Hij stamde uit een voorname familie en was kapitein en reder alsook groothandelaar en grossier, brouwer en grootgrondbezitter. Hij werd de op twee na rijkste man in het Koninkrijk Denemarken en Noorwegen met een vermogen van 1 miljoen rijksdaalders.

### Pleegkinderen
Hans Peter en Marie Kofoed kregen samen geen kinderen. Zij namen in 1787 een elfjarige jongen in huis uit de Deense kunstenaarskolonie Saint Croix genaamd Johan Petter wiens moeder was overleden. Hij zou het verdriet moeten wegnemen van het verlies van Marie's zoon.
Twee jaar later werd Barbara Kirstine Bohn (1781-1864) in het gezin opgenomen. Barbara was de dochter van Maren Anchersdatter Schor (1736-1808) en Jochum Ancher Mortensen Bohn (1756-1809), de broer van Marie Kofoed. Barbara huwde in 1798 met Peder Dam Nielsen Jespersen (1772-1835) die later Marie Kofoeds adviseur werd.
Op 3 december 1812, 5 dagen na hun zilveren bruiloft, overleed Hans Peter Kofoed, zodat Marie voor de tweede keer weduwe werd. Zij bleef wonen in het huis dat Hans Peter Kofoed in 1785 had laten bouwen.

## Vermogend filantroop

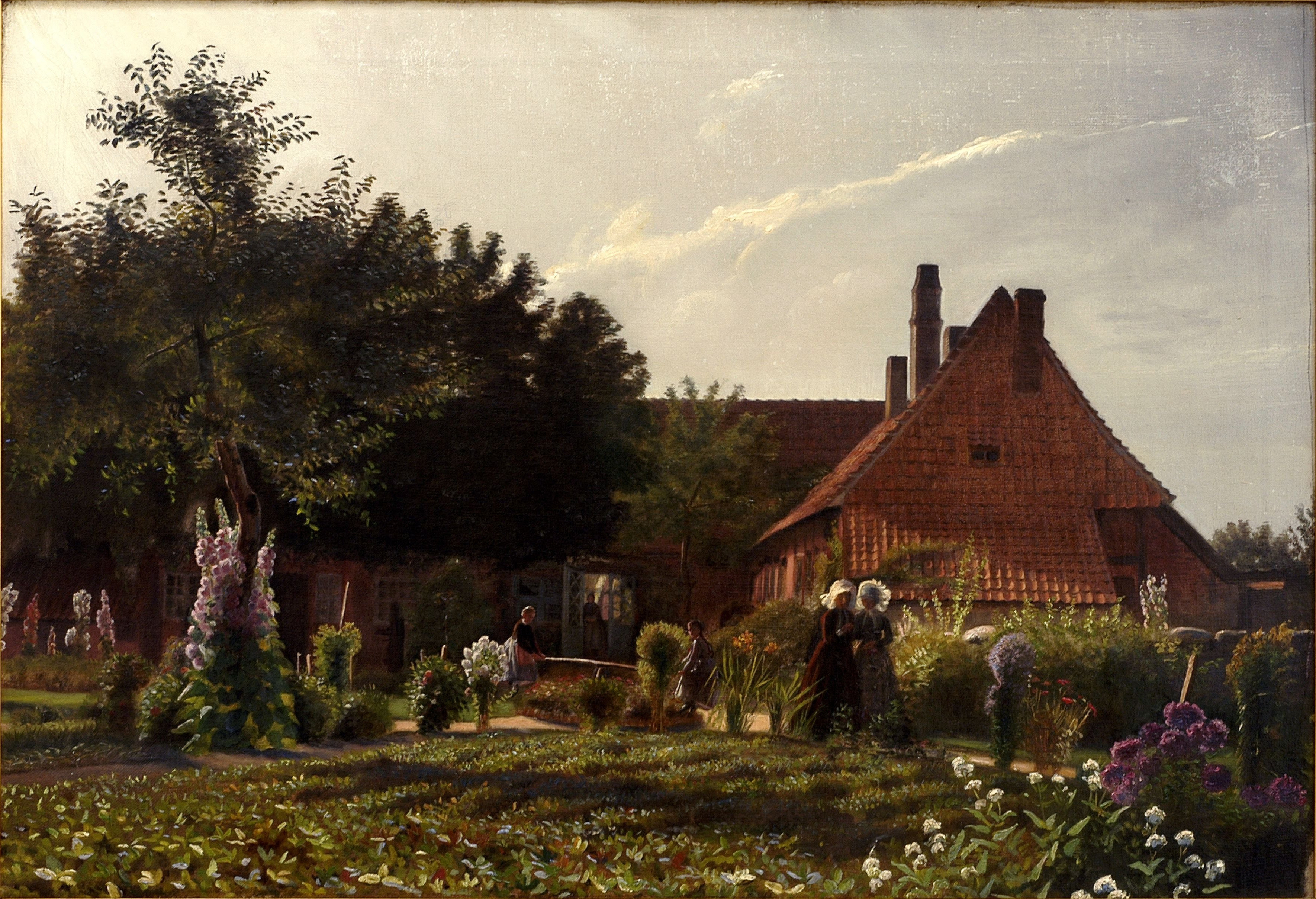
Kristian Zahrtmann; 1869 - Grootmoeders tuin
Barbara Kirstine Jespersen g. Bohn (1781-1864)
Bornholms Kunstmuseum.

Marie Kofoed erfde een enorm vermogen dat uit circa 1 miljoen rijksdaalders bestond.. In 1813 ging de staat failliet en rijke burgers gaven zelf betalingsbewijzen uit. Vijf jaar later gingen veel landbouwbedrijven failliet ten tijde van de landbouwcrisis van 1818. Hoewel velen in deze tijd zware financiële verliezen leden, kwam Marie Kofoed hier goed doorheen.
Het vermogen was verworven door de uitgestrekte handel van haar man met Oost-Indië, het Caribisch gebied en China. Daarnaast waren er grote stukken land verworven in het Bisdom van Roskilde waaronder Aastrup, Vester Såby, Soderup, grote delen van Kirke Såby en Kirke Eskilstrup samen met andere gehuchten, boerderijen en enkele kerken waaronder de kerk van Såby en de kerk van Soderup.
In 1818 doneerde zij 186.666 "sletdaalders" (Deense kronen) als koninklijke gift aan goede doelen. Voor deze ruimhartige liefdadigheid werd zij in datzelfde jaar, op 12 august 1818 zeer ongebruikelijk door Frederik VI benoemd tot etatsrådinde, een Deense eretitel waar bepaalde privileges en honorair mee verbonden waren. Marie Kofoed is de enige vrouw die ooit de titel kreeg zonder getrouwd te zijn met een "Etatsråd".
Zij stichtte velerlei beurzenprogramma's ten behoeve van mensen die sociaal en financieel in problemen waren gekomen, alsook voor publieke instellingen zoals scholen, ziekenhuizen en arbeiderspensions. Ook Johan Nicolai Madvig kon zijn opleiding volgen middels een studiebeurs van Marie Kofoed.
Kofoed liet in haar testament van 1825 aanzienlijke bedragen na voor bijkomende beurzenprogramma's, familie en vrienden. 300.000 rijksdaalders waren bestemd voor Bornholmse zeevaarders en hun nabestaanden. Ze overleed in 1838 op haar grote landhuis in Christianshavn, nu Heerings Gård genoemd. Ze werd begraven op het beroemde kerkhof Assistens Kirkegård in Kopenhagen.

## Nalatenschap
- In Almindingen werd er in 1882 voor haar een standbeeld geplaatst. Het werd vervaardigd naar het ontwerp van Kristian Zahrtmann, de kleinzoon van haar pleegdochter Barbara, met een portretmedaillon door V. Bissen.
- Op het Arbeidershuis in de Møllegade te Rønne, werd op 2 december 1812 een gedenkplaat aangebracht. De zijstraat naast de Arbeiderswoning kreeg de naam Marie Kofoeds Vej.[2]
- Haar portret werd in 1822 door Johan Anton Bech geschilderd. In 1984 werd het schilderij gelegateerd aan het Bornholms Kunstmuseum. Een kopie van dit portret hangt samen met het portret van haar man Hans Peter Kofoed, beide geschilderd door Kristian Zahrtmann, in het Erichsens Gårdmuseum, in Rønne.[1] Een andere kopie hangt op het kasteel in Aastrup, samen met andere portretten van voormalige kasteeleigenaren.[2]
- Er zijn zowel in Kopenhagen als op Bornholm vele gebouwen gebouwd die gefinancierd zijn uit fondsen van Marie Kofoed. Scholen, liefdadigheidsinstellingen, woningen voor armen, enzovoort.[15]